# Luhden
Luhden település Németországban, azon belül Alsó-Szászország tartományban. Lakosainak száma 1191 fő (2023. december 31.).

## Népesség

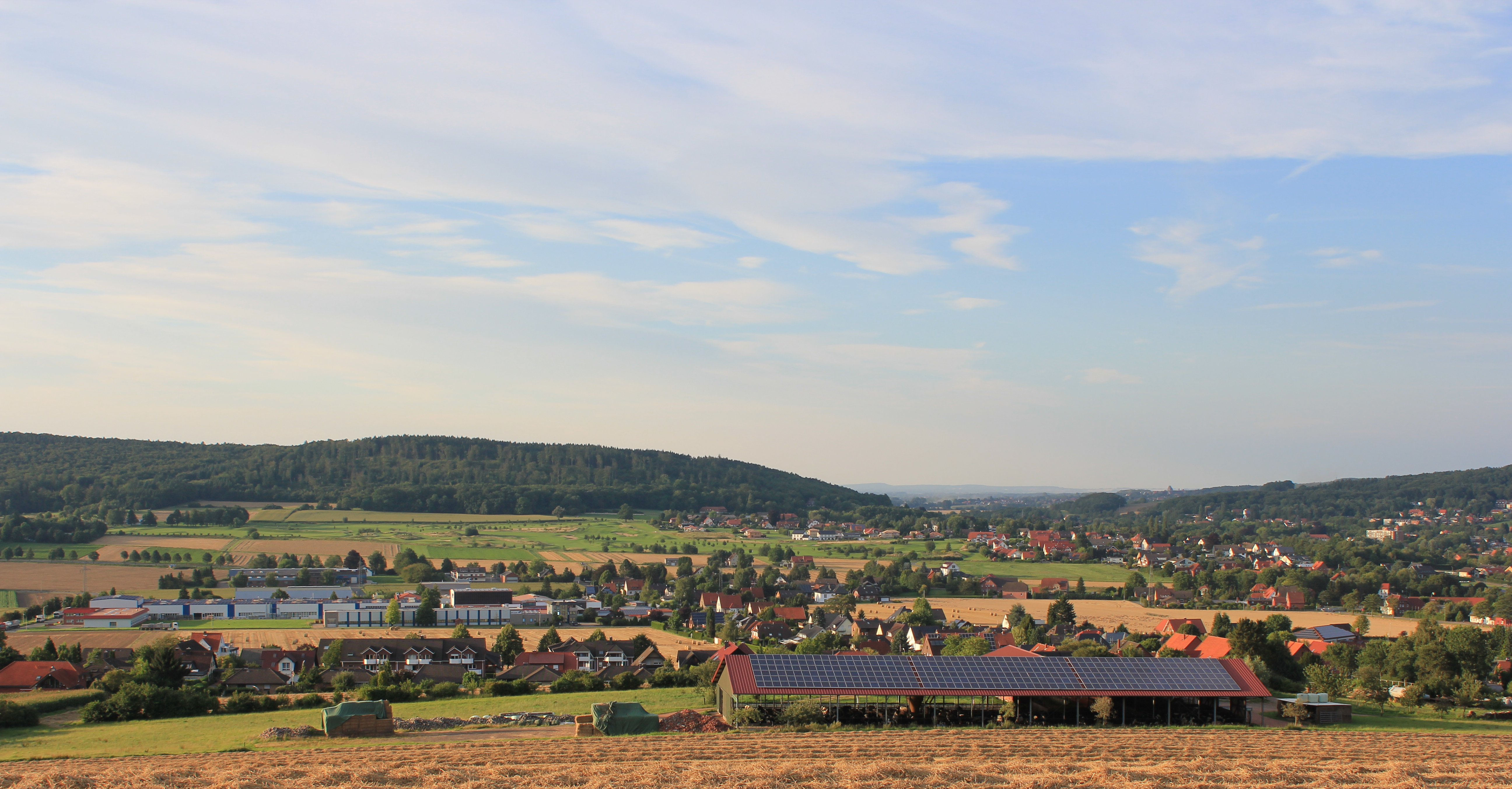
Luhden látképe déli irányból

A település népességének változása:
| Lakosok száma | 1090 | 1076 | 1102 | 1119 | 1112 | 1150 | 1191 |
|               | 2014 | 2016 | 2017 | 2019 | 2021 | 2022 | 2023 |